# Hallbosjön
Hallbosjön är en sjö belägen cirka 20 kilometer nordväst om Nyköping i Nyköpings kommun i Södermanland och ingår i Nyköpingsåns huvudavrinningsområde. Sjön har en area på 11,2 kvadratkilometer och ligger 19 meter över havet. Sjön avvattnas av vattendraget Nyköpingsån (Skräddartorpsån). Hallbosjön är länken mellan sjöarna Yngaren och Långhalsen som i sin tur leder ned mot Nyköping.
Hallbosjön är en eutrof sjö i Nyköpingsåns vattensystem. Sjön och dess strandängar har stor betydelse för fågellivet och besöks varje år av många häckande och rastande fågelarter. 
Hallbosjön är ett Natura 2000-område som till största delen utgörs av Lidaviken, eller Skåraviken som den även kallas, och dess omgivningar. Under 1860-talet sänktes Hallbosjön 1,5 meter.
Tätorten Vrena är belägen vid sjön och den något större tätorten Stigtomta är nära sjöns sydöstra strand.

## Delavrinningsområde
Hallbosjön ingår i delavrinningsområde (652240-155296) som SMHI kallar för Utloppet av Hallbosjön. Medelhöjden är 27 meter över havet och ytan är 51,16 kvadratkilometer. Räknas de 89 avrinningsområdena uppströms in blir den ackumulerade arean 1 990,79 kvadratkilometer. Avrinningsområdets utflöde Nyköpingsån (Skräddartorpsån) mynnar i havet. Avrinningsområdet består mestadels av skog (20 procent), öppen mark (10 procent) och jordbruk (43 procent). Avrinningsområdet har 11,13 kvadratkilometer vattenytor vilket ger det en sjöprocent på 21,7 procent. Bebyggelsen i området täcker en yta av 1,47 kvadratkilometer eller 3 procent av avrinningsområdet.